# 鈴鹿墨
鈴鹿墨（すずかずみ）は三重県鈴鹿市で生産される墨の一種で、文具や絵具として一般的に利用される他に、練り固めた墨に彫刻などの細工を施した美術工芸品としても生産されている。
現在では伝統工芸士・伊藤亀堂と息子の伊藤晴信の2名によって鈴鹿墨の伝統が守られている。また、今では作っているお店は進誠堂のみとなっている。

## 歴史
鈴鹿墨の歴史は平安時代初期、鈴鹿の山の松を使い製墨が行われたのが始まりと言われている。
鈴鹿は製墨に必要な松や弱アルカリ性の水や気候風土に恵まれており、江戸時代以降の墨染めの需要増加や寺子の普及によって墨の需要が増し、さらに御三家紀州藩の保護を得て大きく発展した。
1980年10月16日には国から伝統的工芸品に指定された。墨としては初めて伝統工芸品の指定を受けたものである。作品としては、「鈴鹿」「綿花」「魁呈龍」「安寧」「絶世」「極」「天空」「しんせい」「雲寿龍」「彩」「雪月風花」などが有り、墨業界で初めて色墨に成功したのも鈴鹿墨である。「薔薇」や「月見草」など新しい墨を多数開発している。発色の良さや墨下りのなめらかさから現代の書道家にも利用されている。2019年（令和元年）の今上天皇即位を記念して、同年11月に皇室に献上する予定である。
鈴鹿墨と同地区で生産されている伊勢形紙とも密接な関係があるといわれている。